# Фороський парк
Форо́ський парк — ландшафтний парк у селищі міського типу Форосі. Заснований у 1834 році. Площа 70 гектарів, з яких 30 зайняті культурними насадженнями (нижня і середня зони), а 40 є лісопарковою (верхньою) зоною. Оголошений пам'яткою садово-паркової архітектури і перебуває під охороною закону.
Найгарнішою вважається центральна частина парку — «Райський куточок». Тут облаштований мальовничий каскад водоймищ. Нижня частина парку плавно переходить у пляж.
У нижній частині парку міститься братська могила воїнів радянської армії і могила Олександра Терлецького — радянського партизана. В 1963 році на ній встановлено обеліск.

## Рослинність
У парку росте понад 200 видів і форм дерев і чагарників, більшість з яких складають екзотичні породи. Серед них секвойядендрон гігантський; сосни алепська, італійська, приморська, Сабінова; ялиці грецька, іспанська, німідійська, кавказька; кедри алтайський, гімалайський, ліванський; кипариси Аризона, великоплідний; пальми, магнолії, платан та інші породи.

## Історія
Парк позначений на картах ще з 1834 року. Він був закладений генералом М. Раєвським-старшим. У 1887 році маєток «Форос» площею 254 десятини (300 га) придбав з торгів московський купець 1-ї гільдії Олександр Кузнецов — найбільший російський торговець чаєм і фарфорозаводчик.

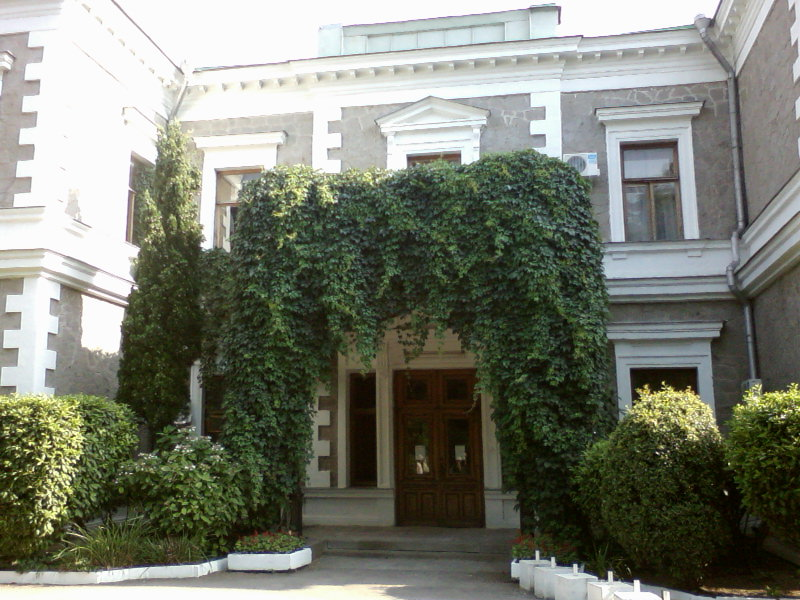
Садибний будинок Кузнецова

Кузнєцов вирішив повністю перепланувати парк. Для цієї мети він запросив відомого в той час художника-пейзажиста, професора академії мистецтв Ю. Клевера і садівника Є. А. Альбрехта. Догляд за насадженнями вів кандидат агрономії, керуючий маєтком І. І. Янін. Завдяки посадці дерев, привезених із різних куточків Європи, Азії та Америки, Кузнєцов за 5—6 років на порожньому місці створив один із найкращих парків Південнобережжя.
За різноманітністю дивовижних рослин парк змагався з Нікітським ботанічним садом, а за красою ландшафтної композиції — з парком Алупкінського палацу графа Воронцова. За часів О. Г. Кузнєцова парк був заселений безліччю рідкісних птахів і тварин, аж до антилоп.
За наказом Кузнєцова тут також побудували садибний будинок в стилі італійського класицизму, де нині розташовується адміністративний корпус санаторію «Форос». У ньому збереглись елементи дореволюційних інтер'єрів і відділки: паркет, мармурові сходи, дубові двері, вітальня з голландськими печами, 15 настінних панно, виконаних Ю. Ю. Клевером, а також тераса, прикрашена чавунними вазами роботи демидівських металургів.